# Defektní matice
Defektní maticí se v lineární algebře nazývá čtvercová matice, pro kterou nelze sestavit bázi složenou z vlastních vektorů, a proto není diagonalizovatelná.  
Pro řešení defektních soustav obyčejných diferenciálních rovnic a podobných problémů je báze obvykle sestrojena doplněním vlastních vektorů o zobecněné vlastní vektory.

## Ukázka
Reálná matice
{\displaystyle {\begin{pmatrix}3&1\\0&3\end{pmatrix}}}
je defektní, protože má dvojnásobné vlastní číslo 3, ale dimenze prostoru vlastních vektorů {\displaystyle \{(c,0)^{\mathrm {T} }:c\in \mathbb {R} \}} je jen 1.

## Vlastnosti
Defektní matice řádu {\displaystyle n} má méně než {\displaystyle n} různých vlastních čísel, protože různá vlastní čísla odpovídají navzájem lineárně nezávislým vlastním vektorům. Komplexní defektní matice mají alespoň jedno vlastní číslo {\displaystyle \lambda } algebraické násobnosti větší než 1. Pokud je algebraická násobnost vlastního čísla {\displaystyle \lambda } větší než jeho  geometrická násobnost (čili jeho násobnost coby kořene charakteristického polynomu převyšuje počet jemu příslušných lineárně nezávislých vlastních vektorů), pak se  {\displaystyle \lambda } nazývá defektní vlastní číslo. Přesto ke každému vlastnímu číslu algebraické násobností {\displaystyle m} lze nalézt {\displaystyle m} lineárně nezávislých zobecněných vlastních vektorů.
Reálné symetrické matice, komplexní hermitovské matice a komplexní unitární matice nejsou defektní. Obecněji, normální matice (které zahrnují hermitovské a unitární matice jako speciální případy) nejsou defektní.

## Jordanovy bloky
Každý netriviální Jordanův blok rozměru alespoň {\displaystyle 2\times 2} je defektní. Například Jordanův blok řádu {\displaystyle n}
{\displaystyle {\boldsymbol {J}}={\begin{pmatrix}\lambda &1&\\&\lambda &\ddots \\&&\ddots &1\\&&&\lambda \end{pmatrix}}}
má vlastní číslo {\displaystyle \lambda } s algebraickou násobností {\displaystyle n} (nebo větší, pokud existují další Jordanovy bloky se stejným vlastním číslem). Tomuto bloku však přísluší pouze jeden vlastní vektor {\displaystyle {\boldsymbol {J}}{\boldsymbol {v}}_{1}=\lambda {\boldsymbol {v}}_{1}}, kde {\displaystyle {\boldsymbol {v}}_{1}=(1,0,\dots ,0)^{\mathrm {T} }}. Ostatní vektory standardní báze, konkrétně {\displaystyle {\boldsymbol {v}}_{2}=(0,1,0\dots ,0)^{\mathrm {T} },\dots ,{\boldsymbol {v}}_{n}=(0,\dots ,0,1)^{\mathrm {T} }} tvoří řetězec zobecněných vlastních vektorů. Tyto vektory splňují {\displaystyle {\boldsymbol {J}}{\boldsymbol {v}}_{k}=\lambda {\boldsymbol {v}}_{k}+{\boldsymbol {v}}_{k-1}}, pro každé {\displaystyle k\in \{2,\ldots ,n\}}.
Každá komplexní defektní matice má netriviální Jordanovu normální formu, tj. s alespoň jedním blokem řádu větším než 1.
Diagonální matice je speciální případ Jordanovy normální formy se všemi triviálními Jordanovými bloky řádu 1, a proto diagonální matice nejsou defektní.